# Ikenna Abika
Maurice Ikenna "Ike" Abika, född den 12 juni 1994 i Göteborg, är en svensk social mediaprofil och TV-personlighet.
Abika inledde med att under användarnamnet Youknowike lägga upp olika videoklipp på bland annat Tiktok, Instagram och YouTube där han snabbt nådde en stor skara följare. Han har under 2020-talet medverkat i ett flertal svenska realityserier. Hans TV-debut gjordes i Första dejten. Han vann den sextonde säsongen av Paradise Hotel Sverige, och medverkade även i den tjugonde säsongen. 2023 medverkde han i Love Island Sverige. Han har även medverkat i TV-programmet Sveriges Dummaste och i SVT-produktionen Spelet.

## Filmografi (i urval)
- 2021 – Paradise Hotel Sverige (TV-serie)
- 2023 – Love Island Sverige (TV-serie)
- 2024 – Paradise Hotel Sverige (TV-serie)
- 2025 – Sveriges dummaste, tävlande
- 2025 – Spelet (TV-program), tävlande